# 1931 w muzyce
Wydarzenia muzyczne w 1931 roku.

## Wydarzenia
- 24 lipca – w Lipsku odbyła się premiera operetki Die Blume von Hawaii Pála Ábraháma[1]

## Urodzili się
- 1 stycznia
  - Stanisława Marciniak-Gowarzewska, polska śpiewaczka operowa (sopran) i pedagog (zm. 2006)
  - Bobbie Nelson, amerykańska pianistka i piosenkarka (zm. 2022)
- 2 stycznia – Andrzej Kudelski, polski autor tekstów piosenek (zm. 1980)
- 5 stycznia – Alfred Brendel, austriacki pianista, pedagog, pisarz i poeta, jeden z największych pianistów XX wieku (zm. 2025)
- 8 stycznia – Janusz Ekiert, polski muzykolog, krytyk muzyczny, publicysta, popularyzator muzyki i wiedzy o muzyce (zm. 2016)
- 11 stycznia – Mary Rodgers, amerykańska kompozytorka musicalowa, autorka książek dla dzieci (zm. 2014)
- 12 stycznia
  - Roland Alphonso, jamajski saksofonista i kompozytor, muzyk sesyjny, współzałożyciel i wieloletni członek zespołu The Skatalites (zm. 1998)
  - Jan Kadłubiski, polski pianista i pedagog (zm. 2025)
- 14 stycznia
  - Ismail Balla, albański kompozytor i montażysta filmowy
  - Caterina Valente, włoska piosenkarka, gitarzystka, tancerka i aktorka (zm. 2024)
- 19 stycznia – Horace Parlan, amerykański pianista i kompozytor jazzowy (zm. 2017)
- 20 stycznia – Earl Grant, amerykański pianista, organista i wokalista (zm. 1970)
- 21 stycznia – Roman Czubaty, polski pianista, organista, kompozytor i aranżer (zm. 2015)
- 22 stycznia – Sam Cooke, amerykański kompozytor i piosenkarz (zm. 1964)
- 24 stycznia – Ib Nørholm, duński kompozytor (zm. 2019)
- 25 stycznia
  - Stig Anderson, szwedzki autor tekstów piosenek, kompozytor, menedżer i producent muzyczny; współtwórca sukcesów grupy muzycznej ABBA (zm. 1997)
  - Jan Pruszak, polski skrzypek i dyrygent (zm. 2020)
- 28 stycznia – Felicia Donceanu, rumuńska kompozytorka (zm. 2022)
- 29 stycznia – Karl Dallas, brytyjski muzyk folkowy, dziennikarz, pisarz, dramaturg, działacz pokojowy, producent muzyczny i telewizyjny (zm. 2016)
- 1 lutego – Lionel Batiste, amerykański perkusista i wokalista bluesowy (zm. 2012)
- 6 lutego – John Pisano, amerykański gitarzysta jazzowy (zm. 2024)
- 8 lutego – Tadeusz Woźniakowski, polski piosenkarz, śpiewak operetkowy i kompozytor muzyki rozrywkowej
- 10 lutego – Ronnie Kole, amerykański pianista jazzowy (zm. 2020)
- 14 lutego – Phyllis McGuire, amerykańska piosenkarka trio The McGuire Sisters (zm. 2020)
- 16 lutego – Otis Blackwell, amerykański kompozytor, piosenkarz i pianista (zm. 2002)
- 18 lutego – Dieter Schönbach, niemiecki kompozytor (zm. 2012)
- 26 lutego – Francisco Kröpfl, argentyński kompozytor (zm. 2021)
- 5 marca
  - Tamara Miansarowa, radziecka piosenkarka (zm. 2017)
  - Barry Tuckwell, australijski waltornista (zm. 2020)
- 7 marca – Mady Mesplé, francuska śpiewaczka operowa (sopran koloraturowy) (zm. 2020)
- 8 marca – Lloyd Knibb, jamajski perkusista, muzyk sesyjny, współzałożyciel i wieloletni członek zespołu The Skatalites (zm. 2011)
- 10 marca – Bernadetta Matuszczak, polska kompozytorka (zm. 2021)
- 11 marca – Marisa Del Frate, włoska aktorka i piosenkarka (zm. 2015)
- 14 marca – Ian Adam, brytyjski śpiewak operowy (tenor) i trener śpiewu (zm. 2007)
- 15 marca – D.J. Fontana, amerykański perkusista rock’n’rollowy (zm. 2018)
- 17 marca – Robert Opratko, austriacki muzyk, kompozytor, dyrygent, aranżer i producent (zm. 2018)
- 25 marca
  - Vytautas Barkauskas, litewski kompozytor i pedagog muzyczny (zm. 2020)
  - Paul Motian, amerykański perkusista jazzowy (zm. 2011)
- 26 marca – Leonard Nimoy, amerykański aktor, reżyser, poeta i muzyk (zm. 2015)
- 27 marca
  - Zbigniew Dziewiątkowski, polski wokalista, muzyk, kompozytor i instrumentalista, autor tekstów piosenek do filmów, współtwórca Tercetu Egzotycznego (zm. 2002)
  - Pjetër Gaci, albański muzyk i kompozytor (zm. 1995)
  - Yoriaki Matsudaira, japoński kompozytor muzyki poważnej (zm. 2023)
- 29 marca
  - Gloria Davy, amerykańska sopranistka, pierwsza afroamerykańska śpiewaczka operowa (zm. 2012)
  - Antoni Poszowski, polski dyrygent, teoretyk muzyki, profesor zwyczajny sztuk muzycznych (zm. 2003)
  - Halina Słonicka, polska śpiewaczka operowa (sopran), pedagog wokalistyki (zm. 2000)
- 30 marca – Sándor Szokolay, węgierski kompozytor (zm. 2013)
- 31 marca – Iwan Stajkow, bułgarski kompozytor (zm. 2020)
- 1 kwietnia – Remigiusz Kossakowski, polski śpiewak (baryton) (zm. 2004)
- 3 kwietnia – Martin How, brytyjski kompozytor i organista (zm. 2022)
- 5 kwietnia – Jack Clement, amerykański muzyk country, piosenkarz, autor tekstów, producent muzyczny i filmowy (zm. 2013)
- 6 kwietnia
  - Joan Carlyle, angielska śpiewaczka operowa (sopran) (zm. 2021)
  - Radomil Eliška, czeski dyrygent i pedagog (zm. 2019)
- 13 kwietnia – Anita Cerquetti, włoska śpiewaczka operowa (sopran) (zm. 2014)
- 16 kwietnia – Zorka Kohoutová, czeska piosenkarka (zm. 2019)
- 18 kwietnia – Willie Pickens, amerykański pianista jazzowy, pedagog muzyczny (zm. 2017)
- 24 kwietnia – Aleksiej Nikołajew, rosyjski kompozytor; twórca muzyki filmowej (zm. 2003)
- 27 kwietnia
  - Krzysztof Komeda, polski kompozytor i pianista jazzowy (zm. 1969)
  - Igor Ojstrach, ukraińsko-rosyjski skrzypek, dyrygent i pedagog (zm. 2021)
- 29 kwietnia
  - Lonnie Donegan, brytyjski piosenkarz, gitarzysta (zm. 2002)
  - Wanda Polańska, polska śpiewaczka operetkowa (sopran) (zm. 2020)
- 1 maja – Ira Sullivan, amerykański trębacz jazzowy, kompozytor (zm. 2020)
- 2 maja – Ewa Kofin, polska teoretyczka muzyki, publicystka, krytyk i pedagog muzyczny (zm. 2021)
- 4 maja – Giennadij Rożdiestwienski, rosyjski dyrygent (zm. 2018)
- 7 maja
  - Teresa Brewer, amerykańska aktorka, wokalista jazzowa i popowa (zm. 2007)
  - Jerry Chesnut, amerykański autor piosenek country (zm. 2018)
  - Ingvar Wixell, szwedzki śpiewak operowy (baryton), aktor teatralny (zm. 2011)
- 8 maja – Adelaide Chiozzo, brazylijska aktorka, akordeonistka i piosenkarka (zm. 2020)
- 9 maja – Igor Ozim, słoweński skrzypek klasyczny, pedagog (zm. 2024)
- 11 maja
  - Olgierd Buczek, polski piosenkarz (zm. 2021)
  - Marilyn King, amerykańska piosenkarka, znana z grupy The King Sisters (zm. 2013)
- 14 maja
  - Aloys Kontarsky, niemiecki pianista i pedagog (zm. 2017)
  - Alvin Lucier, amerykański kompozytor eksperymentalnej muzyki i instalacji dźwięku (zm. 2021)
- 15 maja – Albert Russell, amerykański organista i dyrygent chórów (zm. 2023)
- 16 maja – Donald Martino, amerykański kompozytor muzyki poważnej (zm. 2005)
- 17 maja – Jackie McLean, amerykański muzyk, kompozytor i saksofonista jazzowy (zm. 2006)
- 19 maja
  - Trevor Peacock, angielski aktor, dramaturg, autor tekstów piosenek (zm. 2021)
  - Éric Tappy, szwajcarski śpiewak operowy (tenor liryczny) (zm. 2024)
- 22 maja – Tadeusz A. Zieliński, polski muzykolog, krytyk muzyczny, autor książek o muzyce XX wieku (zm. 2012)
- 25 maja – Włodzimierz Denysenko, polski śpiewak operowy (bas-baryton) (zm. 2019)
- 27 maja – Tommy Brown, amerykański piosenkarz bluesowy (zm. 2018)
- 28 maja – Peter Westergaard, amerykański kompozytor i muzykolog (zm. 2019)
- 29 maja – Headley Bennett, jamajski saksofonista reggae i ska (zm. 2016)
- 31 maja – Shirley Verrett, amerykańska śpiewaczka operowa (sopran, mezzosopran) (zm. 2010)
- 2 czerwca
  - Elena Kittnarová, słowacka śpiewaczka operowa (sopran) (zm. 2012)
  - Gianni Meccia, włoski piosenkarz, kompozytor, autor tekstów i producent muzyczny (zm. 2024)
- 5 czerwca – Zygmunt Apostoł, polski aktor, kompozytor i pianista, artysta estradowy (zm. 2018)
- 10 czerwca
  - João Gilberto, brazylijski muzyk, współtwórca bossa novy (zm. 2019)
  - M.S. Gopalakrishnan, hinduski skrzypek (zm. 2013)
- 11 czerwca
  - Bonnie Lee, amerykańska piosenkarka bluesowa (zm. 2006)
  - Margarita Pracatan, kubańska piosenkarka (zm. 2020)
- 12 czerwca – Jewhenija Mirosznyczenko, radziecka i ukraińska śpiewaczka operowa (sopran koloraturowy), pedagog, Ludowy Artysta ZSRR (1959) (zm. 2009)
- 15 czerwca – Russ Gibb, amerykański DJ, organizator koncertów i osobowość medialna, współautor legendy miejskiej znanej jako Paul nie żyje (zm. 2019)
- 16 czerwca
  - Ivo Petrić, słoweński kompozytor (zm. 2018)
  - Andrzej Rakowski, polski nauczyciel akademicki, muzykolog, specjalista w zakresie akustyki, profesor sztuk muzycznych (zm. 2018)
- 17 czerwca – Dominic Frontiere, amerykański kompozytor muzyki filmowej (zm. 2017)
- 20 czerwca
  - Teresa Chylińska, polska muzykolog, badaczka twórczości Karola Szymanowskiego
  - Arne Nordheim, norweski kompozytor (zm. 2010)
- 25 czerwca – Iulia Buciuceanu, rumuńska śpiewaczka operowa (mezzosopran) (zm. 2022)
- 27 czerwca – Ryszard Kwiatkowski, polski kompozytor i pedagog (zm. 1993)
- 30 czerwca
  - Andrew Hill, amerykański pianista i kompozytor jazzowy (zm. 2007)
  - James Loughran, szkocki dyrygent (zm. 2024)
- 4 lipca – Duncan Lamont, szkocki saksofonista i kompozytor jazzowy (zm. 2019)
- 5 lipca – Aloysius Gordon, brytyjski wokalista jazzowy (zm. 2017)
- 6 lipca
  - Antonella Lualdi, włoska aktorka i piosenkarka (zm. 2023)
  - Della Reese, amerykańska piosenkarka i aktorka (zm. 2017)
- 7 lipca – Tadeusz Szantruczek, polski teoretyk muzyki i krytyk muzyczny (zm. 2016)
- 10 lipca – Jerry Herman, amerykański kompozytor, autor tekstów piosenek (zm. 2019)
- 11 lipca – Tab Hunter, amerykański aktor, wokalista i pisarz (zm. 2018)
- 20 lipca – Alan Douglas, amerykański producent muzyczny, właściciel wytwórni Douglas Records (zm. 2014)
- 23 lipca – Ava June, angielska śpiewaczka operowa (sopran) (zm. 2013)
- 25 lipca – Dainius Trinkūnas, litewski pianista, pedagog, działacz kulturalny i polityk (zm. 1996)
- 26 lipca – Fred Foster, amerykański reżyser nagrań, autor piosenek, producent związany z muzyką country (zm. 2019)
- 27 lipca – Jerzy Gołos, polski muzykolog, organolog, profesor dr hab. nauk humanistycznych (zm. 2019)
- 30 lipca – Frederick Swann, amerykański organista, dyrygent chóru, kompozytor (zm. 2022)
- 31 lipca
  - Kenny Burrell, amerykański gitarzysta jazzowy
  - Ivan Rebroff, niemiecki śpiewak (zm. 2008)
- 1 sierpnia – Lloyd Brevett, jamajski kontrabasista, muzyk sesyjny Studia One, współzałożyciel zespołu The Skatalites; jeden z prekursorów muzyki ska i rocksteady (zm. 2012)
- 5 sierpnia – Janusz Majewski, polski reżyser filmowy, autor m.in. dokumentów związanych z polskim jazzem, scenarzysta, pisarz, autor książek, wykładowca (zm. 2024)
- 6 sierpnia – Jean-Louis Chautemps, francuski saksofonista jazzowy (zm. 2022)
- 10 sierpnia – Renate Holm, niemiecko-austriacka aktorka i śpiewaczka operowa (sopran) (zm. 2022)
- 15 sierpnia – Paul McDowell, angielski aktor i puzonista jazzowy, muzyk zespołu The Temperance Seven (zm. 2016)
- 16 sierpnia – Michael Leonard, amerykański kompozytor i aranżer (zm. 2015)
- 17 sierpnia – Derek Smith, brytyjski pianista jazzowy (zm. 2016)
- 20 sierpnia
  - Frank Capp, amerykański perkusista jazzowy (zm. 2017)
  - Alain Goraguer, francuski pianista i kompozytor (zm. 2023)
- 24 sierpnia – Stefánia Moldován, węgierska śpiewaczka operowa (zm. 2012)
- 25 sierpnia – Tadeusz Federowski, polski perkusista jazzowy, członek zespołu Old Timers (zm. 2018)
- 28 sierpnia – John Shirley-Quirk, angielski śpiewak operowy (baryton) (zm. 2014)
- 30 sierpnia – Bogdan Gagić, chorwacki kompozytor (zm. 2019)
- 1 września – Willie Ruff, amerykański waltornista i kontrabasista jazzowy, kompozytor (zm. 2023)
- 2 września – Agnieszka Kossakowska, polska śpiewaczka operowa (sopran) (zm. 2020)
- 3 września – Rudolf Kelterborn, szwajcarski kompozytor (zm. 2021)
- 5 września
  - Henrique Morelenbaum, brazylijski muzyk, dyrygent i pedagog (zm. 2022)
  - Richie Powell, amerykański pianista jazzowy (zm. 1956)
- 9 września
  - Peter Lloyd, brytyjski flecista i pedagog (zm. 2018)
  - Katharina Wolpe, brytyjska pianistka (zm. 2013)
- 10 września
  - Margaret Gale, angielska śpiewaczka operowa (sopran) (zm. 2025)
  - Zdzisław Nikodem, polski śpiewak operowy (tenor) (zm. 2012)
- 12 września – George Jones, amerykański piosenkarz i autor utworów muzyki country (zm. 2013)
- 14 września – Pavel Blatný, czeski kompozytor i pianista (zm. 2021)
- 19 września – Brook Benton, amerykański wokalista i kompozytor (zm. 1988)
- 20 września – Napoleon Siess, polski dyrygent i działacz muzyczny (zm. 1986)
- 21 września – Bogdan Ignatowski, polski bandżysta jazzowy (zm. 2024)
- 22 września – Nello Santi, włoski dyrygent (zm. 2020)
- 24 września – Bohdan Pilarski, polski polityk, muzykolog, rolnik, poseł na Sejm X i I kadencji (zm. 2018)
- 27 września – Freddy Quinn, austriacki piosenkarz i aktor
- 1 października – Sylvano Bussotti, włoski kompozytor, reżyser teatralny (zm. 2021)
- 4 października – Anna Reynolds, angielska śpiewaczka operowa (mezzosopran i kontralt) (zm. 2014)
- 14 października
  - Duško Gojković, serbski trębacz jazzowy, kompozytor, aranżer (zm. 2023)
  - Rafael Puyana, kolumbijski klawesynista (zm. 2013)
- 15 października – Freddy Cole, amerykański piosenkarz i pianista jazzowy (zm. 2020)
- 18 października – Renna Kellaway, brytyjska pianistka i pedagog muzyczny (zm. 2024)
- 19 października – Manolo Escobar, hiszpański piosenkarz (zm. 2013)
- 20 października
  - Jules Eskin, amerykański wiolonczelista, muzyk Bostońskiej Orkiestry Symfonicznej (zm. 2016)
  - Hana Hegerová, czeska aktorka i piosenkarka (zm. 2021)
- 22 października – Wilhelm Dieter Siebert, niemiecki kompozytor (zm. 2011)
- 24 października – Sofija Gubajdulina, rosyjska kompozytorka muzyki współczesnej (zm. 2025)
- 27 października – Qemal Kërtusha, albański piosenkarz (zm. 2022)
- 28 października – Harold Battiste, amerykański muzyk jazzowy (zm. 2015)
- 1 listopada
  - Dmitrij Baszkirow, rosyjski pianista i pedagog (zm. 2021)
  - Shunsuke Kikuchi, japoński kompozytor muzyki filmowej (zm. 2021)
- 2 listopada – Phil Woods, amerykański saksofonista jazzowy, klarnecista, lider zespołu i kompozytor (zm. 2015)
- 3 listopada – Mieczysław Dondajewski, polski dyrygent, wykładowca uniwersytecki i działacz muzyczny
- 5 listopada – Ike Turner, amerykański muzyk, producent, łowca talentów (zm. 2007)
- 8 listopada – Jerzy Radliński, polski dziennikarz muzyczny, autor pierwszej książki o polskim jazzie (zm. 2022)
- 11 listopada – Leslie Parnas, amerykański wiolonczelista (zm. 2022)
- 16 listopada – Hubert Sumlin, amerykański wokalista i gitarzysta bluesowy (zm. 2011)
- 23 listopada – Nina Mula, albańska śpiewaczka operowa (sopran) (zm. 2011)
- 24 listopada – Tommy Allsup, amerykański gitarzysta (zm. 2017)
- 25 listopada – Nat Adderley, amerykański trębacz jazzowy (zm. 2000)
- 28 listopada – Joan Guinjoan, hiszpański kompozytor i pianista (zm. 2019)
- 30 listopada – Jack Sheldon, amerykański trębacz jazzowy, piosenkarz i aktor (zm. 2019)
- 2 grudnia – Wynton Kelly, amerykański pianista jazzowy jamajskiego pochodzenia (zm. 1971)
- 7 grudnia
  - Bobby Osborne, amerykański muzyk bluegrass (zm. 2023)
  - Henryk Szwedo, polski dyrygent (zm. 2011)
- 9 grudnia – Jurij Kraskow, rosyjski śpiewak operowy (zm. 2019)
- 16 grudnia – Kenneth Gilbert, kanadyjski klawesynista, organista, muzykolog i pedagog muzyczny (zm. 2020)
- 18 grudnia – Allen Klein, amerykański biznesmen i producent muzyczny (zm. 2009)
- 19 grudnia – Dalton Baldwin, amerykański pianista (zm. 2019)
- 21 grudnia – David Baker, amerykański kompozytor, dyrygent i muzyk jazzowy (zm. 2016)
- 23 grudnia – Maria Tipo, włoska pianistka (zm. 2025)
- 24 grudnia
  - Ray Bryant, amerykański pianista jazzowy i kompozytor (zm. 2011)
  - Mauricio Kagel, argentyńsko-niemiecki kompozytor, dyrygent, librecista i reżyser (zm. 2008)
- 27 grudnia – Scotty Moore, amerykański gitarzysta rock’n’rollowy, grający z Elvisem Presleyem (zm. 2016)
- 29 grudnia – Jan Szyrocki, polski dyrygent, założyciel i dyrektor artystyczny Chóru Akademickiego Politechniki Szczecińskiej (zm. 2003)
- 30 grudnia – Skeeter Davis, amerykańska piosenkarka country (zm. 2004)
- 31 grudnia – Boki Milošević, serbski klarnecista (zm. 2018)

## Zmarli
- 20 stycznia – Kazimierz Barwicki, polski dyrygent chóralny, wydawca muzyczny i działacz ruchu śpiewaczego (ur. 1871)
- 21 stycznia – Felix Blumenfeld, rosyjski kompozytor, dyrygent, pianista i pedagog (ur. 1863)
- 23 stycznia – Anna Pawłowa, rosyjska tancerka baletowa (ur. 1881)
- 3 lutego – Józef Wolfsthal, polski skrzypek pochodzenia żydowskiego (ur. 1899)
- 17 lutego – Władysław Jamiński, polski aktor i śpiewak (tenor) (ur. 1858)
- 23 lutego – Nellie Melba, australijska śpiewaczka (sopran liryczno-koloraturowy) (ur. 1861)
- 25 marca – Tomasz Bartkiewicz, polski kompozytor i organista (ur. 1865)
- 1 kwietnia – Józefa Rożniecka, polska aktorka, śpiewaczka estradowa, kuplecistka (ur. 1867)
- 4 kwietnia – George Whitefield Chadwick, amerykański kompozytor (ur. 1854)
- 9 kwietnia – Paul Vidal, francuski kompozytor, dyrygent i pedagog (ur. 1863)
- 12 maja – Eugène Ysaÿe, belgijski kompozytor i skrzypek (ur. 1858)
- 9 czerwca – Henrique Oswald, brazylijski kompozytor i pianista (ur. 1852)
- 23 czerwca – Napoleon Rutkowski, polski kompozytor, ziemianin, filantrop, działacz społeczny i narodowy (ur. 1868)
- 3 sierpnia – Franz Schalk, austriacki dyrygent i pedagog (ur. 1863)
- 4 sierpnia – Marie Wittich, niemiecka śpiewaczka operowa (sopran) (ur. 1868)
- 6 sierpnia – Bix Beiderbecke, amerykański muzyk jazzowy (ur. 1903)
- 26 sierpnia – Heinrich Grünfeld, niemiecki wiolonczelista (ur. 1855)
- 3 września – Franz Schalk, austriacki dyrygent (ur. 1863)
- 28 września – Sylvain Dupuis, belgijski dyrygent, kompozytor i organizator życia muzycznego (ur. 1856)
- 3 października – Carl Nielsen, duński kompozytor muzyki poważnej (ur. 1865)
- 8 października – Luigi von Kunits, austriacki dyrygent, kompozytor, skrzypek i pedagog (ur. 1870)
- 18 października – Thomas Edison, amerykański wynalazca fonografu (ur. 1847)
- 20 października – Emánuel Moór, węgierski kompozytor, pianista i twórca instrumentów muzycznych (ur. 1863)
- 21 października – Barbecue Bob, amerykański gitarzysta bluesowy (ur. 1902)
- 4 listopada – Buddy Bolden, amerykański kornecista jazzowy (ur. 1877)
- 17 listopada – Georgi Atanasow, bułgarski kompozytor i dyrygent (ur. 1881)
- 29 listopada – Alojzy Dworzaczek, polski kompozytor, dyrygent, skrzypek i pedagog pochodzenia czeskiego (ur. 1869)
- 2 grudnia – Vincent d’Indy, francuski kompozytor i teoretyk muzyki (ur. 1851)
- 15 grudnia – Juozas Vokietaitis, litewski chórzysta i organista, pedagog i działacz samorządowy (ur. 1872)